# Grays lijster
De Grays lijster (Turdus grayi) is een zangvogel uit de familie lijsters (Turdidae).

## Verspreiding en leefgebied
Deze soort telt 8 ondersoorten:
- T. g. tamaulipensis: zuidelijk Texas en noordoostelijk en oostelijk Mexico.
- T. g. microrhynchus: centraal Mexico.
- T. g. lanyoni: zuidelijk Mexico, noordelijk Guatemala en zuidelijk Belize.
- T. g. yucatanensis: zuidoostelijk Mexico en noordelijk Belize.
- T. g. linnaei: pacifisch zuidelijk Mexico.
- T. g. grayi: uiterst zuidelijk Mexico en westelijk Guatemala.
- T. g. megas: van westelijk Guatemala tot Nicaragua.
- T. g. casius: van Costa Rica tot noordwestelijk Colombia.